# Chrysler CM
La CM è un'autovettura mid-size prodotta dalla Chrysler dal 1931 al 1932.

## Storia
La vettura aveva installato di un motore a valvole laterali e sei cilindri in linea da 3.569 cm³ di cilindrata che sviluppava 78 CV di potenza. Il propulsore era anteriore, mentre la trazione era posteriore. Il cambio era manuale a tre rapporti e la frizione era monodisco a secco. I freni erano idraulici sulle quattro ruote.  La vettura era dotata di una linea piuttosto elegante.
Di Chrysler CM ne furono prodotti 38.817 esemplari.